# بطولة آسيا للأندية للسيدات 2023
بطولة دوري أبطال آسيا للسيدات 2023 (المعروفة أيضًا باسم بطولة دوري أبطال آسيا للسيدات 2023 – البطولة الدعوية) كانت النسخة الرابعة والأخيرة من دوري أبطال آسيا للسيدات، التي ينظمها الاتحاد الآسيوي لكرة القدم (AFC). تنافست في البطولة ثمانية أندية من اتحادات أعضاء في الاتحاد الآسيوي.
كان من المخطط إقامة مباراة نهائية بين متصدري المجموعتين، ولكن الاتحاد الآسيوي لكرة القدم قرر إلغائها في مارس 2024. ومع ذلك، في أبريل 2024، أعاد الاتحاد الآسيوي إدراج المباراة النهائية، التي أقيمت في 10 مايو 2024.

## التصنيف
| المستوى 1                         | المستوى 2                                | المستوى 3                             | المستوى 4                  |
| --------------------------------- | ---------------------------------------- | ------------------------------------- | -------------------------- |
| أوراوا ريد دايموندز · سيدني إف سي | إنشيون هيونداي ستيل ريد أنجيلز · هواليين | بانكوك (مستضيف) · إف سي نساف (مستضيف) | غوكولام كيرالا · بام خاتون |

## النظام
أُقيمت البطولة في موقعين مركزيين، بمشاركة 4 فرق في مجموعتين، بنظام دوري من دور واحد. تأهل الفريق صاحب المركز الأول في كل مجموعة إلى النهائي.

## الفرق المشاركة
| الفريق                         | طريقة التأهل                           | مشاركة (آخر مرة) |
| ------------------------------ | -------------------------------------- | ---------------- |
| سيدني إف سي                    | بطل دوري أ-ليغ للسيدات 2022-23         | الأولى           |
| أوراوا ريد دايموندز            | بطل دوري دبليو إي الياباني 2022-23     | الأولى           |
| إنشيون هيونداي ستيل ريد أنجيلز | بطل دوري دبليو كيه 2022                | الثانية (2019)   |
| هواليين                        | بطل دوري مولان لكرة القدم للسيدات 2022 | الأولى           |
| بانكوك                         | بطل دوري السيدات التايلاندي 2023       | الأولى           |

| الفريق         | طريقة التأهل                             | مشاركة (آخر مرة) |
| -------------- | ---------------------------------------- | ---------------- |
| إف سي نساف     | بطل دوري السيدات الأوزبكي 2022           | الأولى           |
| غوكولام كيرالا | بطل دوري السيدات الهندي 2022-23          | الثانية (2021)   |
| بام خاتون      | بطل دوري كوثر لكرة القدم للسيدات 2022-23 | الثانية (2022)   |

## دور المجموعات

### المجموعة أ
| م | الفريق              | لعب | ف | ت | خ | أ.له | أ.ع | أ.ف | نقاط | التأهل             |
| - | ------------------- | --- | - | - | - | ---- | --- | --- | ---- | ------------------ |
| 1 | أوراوا ريد دايموندز | 3   | 3 | 0 | 0 | 20   | 1   | +19 | 9    | التأهل إلى النهائي |
| 2 | غوكولام كيرالا      | 3   | 1 | 1 | 1 | 5    | 12  | −7  | 4    |                    |
| 3 | بانكوك (H)          | 3   | 1 | 0 | 2 | 6    | 10  | −4  | 3    |                    |
| 4 | هواليين             | 3   | 0 | 1 | 2 | 1    | 9   | −8  | 1    |                    |

| أوراوا ريد دايموندز                                                                         | 8–0   | غوكولام كيرالا |
| ------------------------------------------------------------------------------------------- | ----- | -------------- |
| - شيباتا 2' - كوريشيما 16' - شيمادا 38' - إيتو 48'، 82' - نيشيو 83' - سيكي 87' - أندو 90+2' | تقرير |                |

| هواليين | 0–2   | بانكوك                         |
| ------- | ----- | ------------------------------ |
|         | تقرير | - كواندارين 15' - كانيانات 70' |

| غوكولام كيرالا | 1–1   | هواليين           |
| -------------- | ----- | ----------------- |
| كوماري 19'     | تقرير | لين جينغ-شوان 42' |

| بانكوك       | 1–6   | أوراوا ريد دايموندز                                   |
| ------------ | ----- | ----------------------------------------------------- |
| كانيانات 87' | تقرير | - سيكي 6'، 84' - إيتو 9'، 36' - أندو 21' - شيمادا 51' |

| أوراوا ريد دايموندز                                        | 6–0   | هواليين |
| ---------------------------------------------------------- | ----- | ------- |
| - سيكي 5'، 17'، 67' - تاكاتسوكا 7' - شيمادا 45' - إندو 75' | تقرير |         |

| بانكوك                                 | 3–4   | غوكولام كيرالا                    |
| -------------------------------------- | ----- | --------------------------------- |
| - بلويشومبوو 26' - كانيانات 45+1'، 49' | تقرير | - دباغي 45' - أبياه 47'، 77'، 80' |

### المجموعة ب
| م | الفريق                        | لعب | ف | ت | خ | أ.له | أ.ع | أ.ف | نقاط | التأهل           |
| - | ----------------------------- | --- | - | - | - | ---- | --- | --- | ---- | ---------------- |
| 1 | إنتشون هيونداي ستيل ريد أنجلز | 3   | 3 | 0 | 0 | 7    | 1   | +6  | 9    | تأهل إلى النهائي |
| 2 | سيدني إف سي                   | 3   | 2 | 0 | 1 | 5    | 4   | +1  | 6    |                  |
| 3 | نادي ناساف (H)                | 3   | 0 | 1 | 2 | 3    | 6   | −3  | 1    |                  |
| 4 | بام خاتون                     | 3   | 0 | 1 | 2 | 3    | 7   | −4  | 1    |                  |

| سيدني إف سي               | 3–0   | بام خاتون |
| ------------------------- | ----- | --------- |
| - وورتس 3'، 59' - كين 43' | تقرير |           |

| إنتشون هيونداي ستيل ريد أنجلز                              | 2–0   | نادي ناساف |
| ---------------------------------------------------------- | ----- | ---------- |
| - نامغونغ يي-جي 39' (ركلة جزاء) - آدامز 44' (هدف في مرماه) | تقرير |            |

| بام خاتون  | 1–2   | إنتشون هيونداي ستيل ريد أنجلز        |
| ---------- | ----- | ------------------------------------ |
| - زندي 61' | تقرير | - نامغونغ يي-جي 58' - جانغ تشانغ 78' |

| نادي ناساف  | 1–2   | سيدني إف سي    |
| ----------- | ----- | -------------- |
| قدرتوفا 90' | تقرير | وورتس 33'، 57' |

| سيدني إف سي | 0–3   | إنتشون هيونداي ستيل ريد أنجلز             |
| ----------- | ----- | ----------------------------------------- |
|             | تقرير | - نريهي 44' - هاي-جي 54' - كيم هاي-ري 70' |

| نادي ناساف          | 2–2   | بام خاتون                 |
| ------------------- | ----- | ------------------------- |
| - كاراتشيك 26'، 71' | تقرير | - خسروي 62' - ديدار 90+4' |

## النهائي
| أوراوا ريد دايموندز     | 2–1   | إنتشون هيونداي ستيل ريد أنجلز |
| ----------------------- | ----- | ----------------------------- |
| - سيكي 22' - شيمادا 26' | تقرير | - لي سو-هي 13'                |

## هدافات البطولة
| الترتيب | اللاعبة            | النادي                                    | الأهداف |
| ------- | ------------------ | ----------------------------------------- | ------- |
| 1       | كيكو سيكي          | أوراوا ريد دايموندز للسيدات               | 7       |
| 2       | كانيانات شيتتابوتر | بانكوك W.F.C.                             | 4       |
| 2       | ميكي إيتو          | أوراوا ريد دايموندز للسيدات               | 4       |
| 2       | مي شيمادا          | أوراوا ريد دايموندز للسيدات               | 4       |
| 2       | فيونا وورتس        | سيدني إف سي                               | 4       |
| 6       | فيرونيكا أبياه     | جوكولام كيرالا                            | 3       |
| 7       | كوزوي أندو         | أوراوا ريد دايموندز للسيدات               | 2       |
| 7       | ليودميلا كاراشيك   | إف سي نساف                                | 2       |
| 7       | نامغونغ يي-جي      | إنتشون هيونداي ستيل ريد أنجلز دبليو إف سي | 2       |
| 10      | عدة لاعبات         | عدة لاعبات                                | 1       |